# NGC 6472
NGC 6472 (również PGC 2703230) – galaktyka spiralna (S), znajdująca się w gwiazdozbiorze Smoka. Odkrył ją Lewis A. Swift 25 września 1886 roku.